# Orthocraspis
Orthocraspis is een geslacht van vlinders van de familie visstaartjes (Nolidae), uit de onderfamilie Chloephorinae.

## Soorten
- O. acypera Hampson, 1905
- O. leptoplasta Turner, 1920
- O. rectimarginata Hampson, 1896
- O. rectitermen Wileman